# The Time Meddler
The Time Meddler (Le manipulateur temporel) est le dix-septième épisode de la première série de la série télévisée britannique de science-fiction Doctor Who, diffusé pour la première fois en quatre parties hebdomadaires du 3 au 24 juillet 1965. Écrit par le scénariste Dennis Spooner, cet épisode est le dernier épisode de la seconde saison de la série. C'est le premier épisode à mélanger de la science-fiction et évènements historiques.

## Accroche
Aidé de Vicki, le Docteur tente de prouver à leur nouveau compagnon, Steven Taylor que le TARDIS est bel et bien une machine à voyager dans le temps. Alors qu'ils semblent être à l'aube de l'invasion Viking, dans l'Angleterre de 1066, ils se retrouvent face à de nombreux anachronismes laissés par un mystérieux moine.

## Casting
- William Hartnell — Le Docteur
- Maureen O'Brien —  Vicki
- Peter Purves — Steven Taylor
- Peter Butterworth — Le Moine
- Alethea Charlton — Edith
- Peter Russell — Eldred
- Michael Miller — Wulnoth
- Michael Guest — Le chasseur Saxon
- Geoffrey Cheshire — Le Chef des Vikings
- Norman Hartley — Ulf
- David Anderson — Sven
- Ronald Rich — Gunnar le Géant

## Résumé

### The Watcher
Le Docteur et Vicki retrouvent Steven Taylor qui s'est enfui par erreur dans le TARDIS avec sa mascotte. Steven refuse de croire que la machine du Docteur permet de voyager dans le temps, ce qui amuse grandement les deux habitués qui comptent bien lui montrer la vérité lors de leur prochaine escale. Le Docteur arrive à déterminer qu'ils sont en 1066, près des côtes Saxonnes peu de temps avant que l'invasion Viking ne soit repoussée par Harold II d'Angleterre et par la même occasion, peu avant la bataille d'Hastings gagnée par Guillaume le Conquérant. Laissés seuls, Vicki et Steven trouvent une montre par terre. Enquêtant sur un mystérieux monastère, le Docteur découvre qu'il n'y a qu'un seul moine à l'intérieur et que les chants de prières proviennent en réalité d'un gramophone, instrument totalement anachronique pour 1066. C'est alors que le seul moine de l'abbaye l'enferme dans une cellule.

### The Meddling Monk
Le lendemain, le Docteur refuse la nourriture du Moine, et Steven et Vicki se retrouvent à l'intérieur d'un village Saxon qui les prennent pour des espions à la solde des Vikings. Ils sont innocentés par Ethel, une femme qui a rencontré le Docteur la veille et qui comprend que Steven et Vicki ne sont qu'à sa recherche. Alors qu'un petit groupe de Vikings en exploration décident de rôder dans les environs, Vicki et Steven enquêtent autour du monastère à la recherche du Docteur. Demandant au Moine s'il aurait aperçu le Docteur, ils poussent celui-ci à commettre un faux-pas qui prouve sa culpabilité. Wulnoth et Eldred, deux villageois Saxons entrent en combat contre les Vikings, mais Eldred s'est fait blesser dans le combat. Les deux hommes demandent de l'aide au monastère. Au même moment, Vicki et Steven entrent dans la cellule où était enfermé le Docteur pour s'apercevoir que ce dernier s'est déjà enfui. 

### A Battle of Wits
Steven et Vicki sont dans la cellule où se trouvait le Docteur et découvrent le passage secret par lequel il s'est enfui. Entretemps, le Docteur est retourné au village Saxon, mais repart pour le monastère quand Ethel lui apprend que ses amis s’y sont rendus. Pendant ce temps, le Moine soigne Eldred, et semble tenir un plan particulièrement documenté, mais il va être interrompu par une visite du Docteur. Alors que ce dernier tente de l'interroger, deux Vikings font irruption dans le monastère. L'un d'entre eux prend le Docteur en otage mais leur tentative sera habilement déjouée par le Docteur lui-même. Après s'être rendu compte que le TARDIS se trouve sous l'eau à cause de la marée, Vicki et Steven retournent au monastère. En faisant une enquête sur les lieux ils trouvent un vaisseau semblable au TARDIS caché dans un sarcophage. 

### Checkmate
Sous l’interrogatoire du Docteur, le Moine lui explique qu’il compte changer le cours de l’histoire en détruisant la flotte d’invasion Viking à l'aide de matériel moderne. Sa volonté est de faire de l'Angleterre une nation éclairée dès le Moyen Âge, ce à quoi le Docteur s'oppose, lui expliquant qu'il ne faut pas changer la trame du temps. Le Moine vient de la même planète que le Docteur, et l'a quittée 50 ans après le départ du Docteur. Le Moine dispose d'ailleurs d'un TARDIS plus moderne et apparemment plus fiable. Ils retrouvent Steven et Vicki à l'intérieur du TARDIS du Moine, mais celui-ci réussit à s'allier aux Vikings pour qu'ils puissent neutraliser le Docteur et ses compagnons. Mais se fiant à un avertissement du Docteur, Wulnoth et Ethel se sont méfiés des instructions du Moine et l'ont pris pour un espion Viking, ce qui poussera le village Saxon à saboter les plans du Moine en envahissant le monastère. Libérés par Ethel, le Docteur et ses compagnons sabotent alors le vaisseau du Moine et lui laissent un message avant de repartir dans le TARDIS. Le Moine rentre au monastère et retrouve un vaisseau qui a été miniaturisé de l'intérieur : prisonnier en 1066, il ne peut plus repartir.

## Continuité
- L'épisode fait un point sur la situation de Vicki et du Docteur : Ian Chesterton et Barbara Wright sont repartis (« The Chase ») et Vicki n'a plus de père ( « The Rescue »). Le Docteur parle aussi du départ de Susan (« The Dalek Invasion of Earth »). Vicki tient à visiter New York qu'elle a vu dans l'épisode précédent, car à son époque, la ville a été détruite par les Daleks (« The Dalek Invasion of Earth »).
- Le Docteur tient à ce qu'on évite de l'appeler "Doc'" ce que Steven aura du mal à faire dans cet épisode. On retrouvera par ailleurs cette particularité plusieurs fois dans la série. (Notamment dans le dessin animé Dreamland) Or, des années plus tard, Graham, compagnon du Treizième Docteur, utilisera ce surnom sans être rabroué.
- Vicki discute avec Steven du circuit caméléon dont la description correspond à celle qui nous est donnée dans « The Cave of Skulls ». De plus, ce fameux circuit permettra de camoufler l'appareil du moine sous la forme d'un sarcophage.
- Vicki fait une erreur sur l'acronyme du TARDIS (Elle met le mot "Dimension" au pluriel en disant "Time and Relative Dimensions in Space" alors qu'il est au singulier dans l'acronyme initial) ce qui vaudra à de nombreuses générations de se tromper.
- Vicki s'inquiète d'un potentiel départ du TARDIS car celui-ci étant endommagé, ne peut revenir deux fois au même endroit.
- Le Docteur réussit à déterminer l'année 1066 avec précision, tout en exprimant son regret que Barbara ne soit pas là pour parler d'Histoire.
- Le Moine est le premier extra-terrestre de la même planète que le Docteur à apparaître dans la série après Susan et l'un des premiers antagonistes récurrents de la série. Il semblerait qu'il soit parti de Gallifrey approximativement 50 ans après le Docteur et que son TARDIS soit plus perfectionné (Celui du Moine est un "Mark 4", et on apprendra plus tard dans la série que celui du Docteur est un Type 40). Les deux personnages ne se sont vraisemblablement jamais rencontrés auparavant.
- On retrouve un bref passage montrant le premier Docteur dans cet épisode, lors d'un flashback dans l'épisode « Cyber Noël ».